# Casa Canals (Piera)
La Casa Canals és un edifici unifamiliar aïllat del municipi de Piera (Anoia) inclosa en l'Inventari del Patrimoni Arquitectònic de Catalunya. S'anomena casa Canals perquè hi va viure el pintor Ricard Canals. De planta baixa i pis amb teulada a quatre vessants. Té un porxo i una tribuna en la planta baixa, aquesta a la sala d'estar. Envoltada per un gran jardí i horts. Destaca la senzillesa dels volums i el tractament de les façanes només decorades pel ràfec. El color blanc dels murs, la senzillesa dels elements ornamentals i l'entorn denoten un estil noucentista d'arrel popular.